# スポーツ振興くじ
スポーツ振興くじ（スポーツしんこうくじ）は、文部科学省の指導監督のもと、日本スポーツ振興センターにより運営・発売が行われている日本のスポーツ富くじ。サッカーとバスケットボールの指定された試合の結果または各チームの得点数を予想して投票し、的中すると当せん金を受けることができる。正式名称はスポーツ振興投票で、サッカーくじ、toto（トト）としても知られている。根拠法はスポーツ振興投票の実施等に関する法律（1998年5月10日法律第63号、以下法）。

## 概要
「スポーツ」とついているが、実際には開始から2022年夏季までは男子サッカーの試合のみが対象となっていた。2013年までは、日本プロサッカーリーグ（Jリーグ）の試合（J1・J2リーグ戦、Jリーグカップ、天皇杯（Jリーグ加盟チーム同士の対戦に限る））のみが対象となっていた。2013年10月18日に法改正があり、「指定組織に所属する者が編成するサッカーチーム相互間において行われるサッカーの試合であること」の基準に合致すれば、海外サッカーも対象とすることが可能となった。現在、くじの対象とできる試合を主催する団体、及び各団体が運営する試合は以下の通りである。太字は2014年5月時点でのくじ対象試合。
- 日本プロサッカーリーグ - J1、J2、J3、Jリーグカップ、天皇杯（Jリーグ加盟チーム同士の対戦に限る）
- ドイツサッカーリーグ機構 - ブンデスリーガ、ブンデス2部
- 国際サッカー連盟 (FIFA) - FIFAワールドカップ、FIFAコンフェデレーションズカップ、他FIFA主催大会
- フットボール・アソシエーション（イングランドサッカー協会） - FAカップ
- The Football Association Premier League Limited - プレミアリーグ
- The Football League Limited - フットボールリーグ・チャンピオンシップ、フットボールリーグ1、フットボールリーグ2、フットボールリーグカップ、フットボールリーグトロフィー

※日本プロサッカーリーグ以外は、平成25年文部科学省告示第141号にて指定
2005年12月まではりそな銀行 （開始当初は大和銀行であったが、あさひ銀行との合併により2003年3月に行名改称）に販売業務を委託する形で運営されていた。大和銀行からノウハウを学ぶためである。実際の売りさばき管理業務は日本スポーツ振興くじ株式会社に再委託されていた。
設定できる当せん金の上限額は、当初は1口あたりの発売額の100万倍（キャリーオーバー発生時は200万倍）であった。2013年10月の法改正により発売額の250万倍（キャリーオーバー発生時は500万倍）まで引き上げられた。2015年より、（賭式としての）totoについて最高当せん金額が上限いっぱいに引き上げられる。

## 法案成立までの反対運動
青少年の健全な成長やスポーツのあり方をゆがめるものとして、各界が反対した。
- 日本共産党
- 日本弁護士連合会
- 日本PTA全国協議会
- 大田堯（東京大学名誉教授）
- 長嶋茂雄（読売ジャイアンツ監督）
- 南部忠平（オリンピック金メダリスト）
- プロ野球開発協議会

国会への法案提出も3回延期された。

## totoの歴史
- 2000年10月、11月 - 静岡県で2度の試験発売。第1回は10月28日から11月4日[8]、第2回は11月11日から17日[9]。
- 2001年3月3日 - 全国本発売。
- 2003年 - toto GOAL発売開始。
- 2005年 - 天皇杯でtoto5を試験発売。
- 2006年 - toto GOALがtoto GOAL2, toto GOAL3へと変更。BIG、mini toto（前述のtoto5を改名）の発売開始。totoの3等（2試合ハズレ）の廃止。
- 2007年 - totoの3等復活。mini BIGの発売開始。
- 2008年 - BIG 1000の発売開始。
- 2010年 - BIGに5等を追加。
- 2011年3月、4月 -　東北地方太平洋沖地震による公式戦開催延期の為、第489回から第497回の9回が不成立。
- 2013年 - BIGに6等を追加。法改正に伴い、BIG、BIG 1000、mini BIGの通年発売が可能となる。対象試合として海外リーグの試合を追加[10]。
- 2014年 - 2014 FIFAワールドカップ・ブラジル大会の試合を対象とした「ワールドカップtoto」[11] の発売を発表。
- 2015年 - 選択式の商品（toto、mini toto、toto GOAL3）で、海外リーグの試合の発売も開始。これによりすでに発売されていたランダム式各種を含め、すべての賭け式で通年発売実施。
- 2016年 - 「100円BIG」発売開始。
- 2018年 - 平成30年台風第12号の影響で試合中止が相次ぎ、第1031回の「mini toto（A組・B組ともに）」「toto GOAL3」以外が不成立[12]。
- 2020年
  - 2月15日 - 「MEGA BIG」発売開始[13]。
  - 2月、3月 - 新型コロナウイルス感染拡大による公式戦開催延期の為、第1155回から第1157回の3回が不成立。1160回、1163回の2回について発売自体を取り止め。さらに1158回、1159回、1161回、1162回の4回については、イングランド・プレミアリーグ とドイツ・ブンデスリーガを対象としたものに変更。しかし、ヨーロッパでも新型コロナウイルスが感染拡大した為、1159回、1161回、1162回の3回についても不成立。
- 2021年
  - 12月 ‐ イングランド・プレミアリーグが、新型コロナウィルスオミクロン株感染拡大による試合延期が相次ぎ、1272回の5種（mini toto B組、MEGA BIG、BIG、100円BIG、BIG1000）が不成立[14]。1273回についても同様事例に為、7種（mini toto A組」、「totoGOAL3」、「BIG」、「MEGA BIG」、「100円BIG」、「BIG1000」、「mini BIG」）が不成立となり[15]、1274回についても2種（「BIG」、「100円BIG」）が不成立となった[16]。
- 2022年
  - 8月 - 2022年の台風により指定試合3試合が開催延期された為、1322回のmini toto A組が不成立[17]。
  - 9月26日 - JリーグとB.LEAGUEを対象とした新くじ「WINNER」発売開始[18]。

## 目的
toto（サッカーくじ）は、以下のスポーツ振興に必要な財源確保のため、宝くじのように広く小口の寄付を募るという考えのもと導入された。
- 1. 誰もが身近にスポーツに親しめる環境の整備
- 2. トップレベルの選手の国際的競技力向上のための環境の整備
- 3. 国際的スポーツ活動への支援
- 4. スポーツ指導者の養成、資質の向上

## 発売スケジュール
当初はJリーグ公式戦においてtotoが発売された。
2005年度からはリーグカップ（ルヴァン杯）準々決勝のtoto GOAL3の発売を皮切りに、天皇杯の試合（Jクラブ同士出場の試合）を対象にしたものも発売されている。また、2006年からは、対象試合が2試合となる、toto GOAL2の発売も開始されている。
2013年11月より、ランダム系くじにおいて、ドイツのブンデスリーガ、イングランドのプレミアリーグ・フットボールリーグ・チャンピオンシップ・FAカップを対象とする商品が発売され、これまで国内サッカーのオフシーズンである期間は中断していたくじの販売が通年となる。
また2014年6月には、2014 FIFAワールドカップ・ブラジル大会を対象としたtoto「ワールドカップtoto」を発売する。対象となるのは予選リーグの特定の試合によるtoto、mini toto、toto GOAL3、BIG、BIG1000、mini BIGと、決勝トーナメントを対象としたtoto GOAL3である。なお、国際サッカー連盟 (FIFA) が主催する国際大会を賭けの対象とするのは今回がtoto導入以来史上初である。
2015年からは「海外toto」として、上記国外2か国・3大会の試合を賭けの対象とした選択式くじの商品の発売も開始された。これによりtotoの全賭け式が通年発売となった。

### 発売期間
- 基本的には試合開催1週間前の同じ曜日から、原則として試合当日の12:00まで（コンビニは原則として8:00-22:30までだが、試合当日は11:30まで。インターネットは対象となる最初の試合のキックオフ予定時刻10分前まで）となっている。なお、2005年までの発売締切時刻は試合前日（最大22:00まで）であった。

## 発売窓口など

toto直営投票所・totoプラザ大阪（難波、2006年1月閉鎖）

2021年4月現在、totoチケットを購入できる場所は以下の通りとなっている。
- インターネット（各種クレジットカードもしくは銀行口座での決済、要会員登録）
  - スポーツくじオフィシャルサイト （PC、モバイル）
  - 楽天（楽天toto）
  - ヤフー（Yahoo! toto）
  - au（au PAY toto）
  - ドコモ（ドコモスポーツくじ）※2022年9月26日より発売開始[20]
  - 銀行内のtoto購入サイト（口座保有者に限る）
    - PayPay銀行（PayPay銀行スポーツくじ）
    - 楽天銀行（楽天銀行toto）
      - 大垣共立銀行 - 楽天銀行OKB支店経由※2019年11月18日より発売開始
      - 西日本シティ銀行 - 楽天銀行NCB支店経由※2022年3月28日より発売開始
      - JRE BANK（JR東日本）（BIG・toto）※2024年5月9日より発売開始

    - 三井住友銀行（SMBC toto）
    - 住信SBIネット銀行（住信SBIネット銀行スポーツくじ）
      - 提携NEOBANKサービス
        - JAL NEOBANK（JAL）（JAL NEOBANK）※2020年4月28日より発売開始
        - T NEOBANK（Tポイント）（T NEOBANK）※2021年5月25日より発売開始[21]
        - ヤマダNEOBANK（ヤマダデンキ）（ヤマダNEOBANK）※2021年7月1日より発売開始[22]
        - おうちバンク（オープンハウス）（おうちバンク）※2021年8月5日より発売開始[23]
        - 愛媛銀行 - 住信SBIネット銀行ひめぎん支店経由（ひめぎんNEOBANK）※2021年9月6日より発売開始

    - auじぶん銀行（じぶん銀行toto）
      - 提携金融機関向けtotoサービス Powered by じぶん銀行toto
        - 常陽銀行（茨城県水戸市）（常陽銀行toto Powered by じぶん銀行toto）※2020年8月3日より発売開始[24]
        - 十六銀行（岐阜県岐阜市）（十六銀行toto Powered by じぶん銀行toto）※2020年8月3日より発売開始[24]
        - 北海道銀行（北海道札幌市）（北海道銀行toto Powered by じぶん銀行toto）※2020年9月28日より発売開始[25]
        - 北陸銀行（富山県富山市）（北陸銀行toto Powered by じぶん銀行toto）※2020年9月28日より発売開始[25]
        - 福岡銀行（福岡県福岡市）（福岡銀行toto Powered by じぶん銀行toto）※2020年10月5日より発売開始[25]
        - 十八親和銀行（長崎県長崎市）（十八親和銀行toto Powered by じぶん銀行toto）※2021年3月29日より発売開始[26]
        - 七十七銀行（宮城県仙台市）（七十七銀行toto Powered by じぶん銀行toto）※2021年7月26日より発売開始[27]
        - 京都銀行（京都府京都市）（京都銀行toto Powered by じぶん銀行toto）※2021年11月29日より発売開始[28]
        - 宮崎銀行（宮崎県宮崎市）（宮崎銀行toto Powered by じぶん銀行toto）※2022年9月26日より発売開始[29]
        - 琉球銀行（沖縄県那覇市）（琉球銀行toto Powered by じぶん銀行toto）※2024年3月25日より発売開始[30]
        - 四国銀行（高知県高知市）（四国銀行toto Powered by じぶん銀行toto）※2025年1月20日より発売開始[31]
        - 山陰合同銀行（島根県松江市）（ごうぎんtoto Powered by じぶん銀行toto）※2025年3月24日より発売開始[32]
        - 南都銀行（奈良県奈良市）（南都銀行toto Powered by じぶん銀行toto）※2025年3月26日より発売開始[33]
- コンビニ
  - ローソン「Loppi」（スポーツくじ(toto・BIG)）（現金払いのみに対応）
  - ファミリーマート「マルチコピー機」（toto/BIG）
  - セブン-イレブン「マルチコピー機」（スポーツ振興くじ）（現金払いとnanaco払いのみに対応し、15,000円以下の当せん金の払戻が可能）
  - ミニストップ「MINISTOP Loppi」（スポーツくじ（toto・BIG）） ※2013年シーズンより発売開始[34][35]
- toto特約店（※取扱店舗の営業形態を表示。あくまで一例であり、下記のすべての店で発売しているとは限らない）
  - 信用金庫（当せん金の受け取り先でもある関係で、発売も行っている店舗が多い）
  - ショッピングセンターのような大型店のサービスコーナー
  - 宝くじ売り場に併設
  - 金券ショップに併設

スポーツ振興投票の実施等に関する法律第9条の規定により、19歳未満の者のくじ購入および譲受、当せん金の受け取りは禁止されている。また、プロサッカーリーグに関わる選手、監督、役員も禁止となっている。

### 発売チャネル別売上シェア
日本スポーツ振興センター「toto、スポーツ振興基金と助成事業（ホーム > スポーツ振興助成 > 関連情報 > 資料）」より作成（「約」付の数値は推計）。
| 年度   | toto売り場 （toto特約店） | コンビニエンス ストア | インターネット | 備考 （販売開始時のブランド名で記載）                                                                          |
| ------ | ------------------------- | --------------------- | -------------- | --- |
| 2001年 | 100%                      | -                     | -              | |
| 2002年 | 100%                      | -                     | -              | |
| 2003年 | 100%                      | 100%                  | -              | 会員限定でのコンビニ販売開始（ローソン）                                                                       |
| 2004年 | 約91.0%                   | 約9.0%                | -              | 会員限定でのコンビニ販売開始（ファミリーマート）                                                               |
| 2005年 | 約85.7%                   | 11.4%                 | 2.9%           | インターネット販売開始（イーバンク銀行）                                                                       |
| 2006年 | 51.8%                     | 25.4%                 | 22.9%          | コンビニでの一般販売開始                                                                                       |
| 2007年 | 42.1%                     | 29.6%                 | 28.3%          | |
| 2008年 | 30.4%                     | 35.2%                 | 34.4%          | インターネット販売開始（ジャパンネット銀行、ヤフー）                                                           |
| 2009年 | 25.7%                     | 27.9%                 | 46.4%          | コンビニ販売開始（サークルK、サンクス）                                                                        |
| 2010年 | 22.4%                     | 26.1%                 | 51.5%          | コンビニ販売開始（セブン-イレブン）・インターネット販売開始（楽天）                                            |
| 2011年 | 19.5%                     | 22.4%                 | 58.1%          | インターネット販売開始（三井住友銀行、au）                                                                     |
| 2012年 | 18.5%                     | 21.7%                 | 59.8%          | |
| 2013年 | 16.2%                     | 19.6%                 | 64.2%          | コンビニ販売開始（ミニストップ）                                                                               |
| 2014年 | 15.7%                     | 16.6%                 | 67.7%          | インターネット販売開始（住信SBIネット銀行）                                                                    |
| 2015年 | 14.1%                     | 14.1%                 | 71.8%          | |
| 2016年 | 13.4%                     | 12.9%                 | 73.7%          | インターネット販売開始（じぶん銀行）                                                                           |
| 2017年 | 13.1%                     | 11.9%                 | 75.0%          | |
| 2018年 | 12.2%                     | 10.7%                 | 77.1%          | |
| 2019年 | 12.1%                     | 9.8%                  | 78.1%          | インターネット販売開始（大垣共立銀行）                                                                         |
| 2020年 | 11.0%                     | 7.7%                  | 81.2%          | インターネット販売開始（常陽銀行、十六銀行、北海道銀行、福岡銀行、北陸銀行、JAL NEOBANK）                      |
| 2021年 | 10.8%                     | 7.7%                  | 81.5%          | インターネット販売開始（十八親和銀行、七十七銀行、京都銀行、愛媛銀行、T NEOBANK、ヤマダNEOBANK、おうちバンク） |
| 2022年 | 9.9%                      | 6.9%                  | 83.3%          | インターネット販売開始（ドコモ、宮崎銀行、西日本シティ銀行）                                                   |
| 2023年 | 9.3%                      | 6.2%                  | 84.5%          | |
| 2024年 | %                         | %                     | %              | インターネット販売開始（琉球銀行、JRE BANK）                                                                   |
| 2025年 | %                         | %                     | %              | インターネット販売開始（四国銀行、山陰合同銀行、南都銀行）                                                     |

## くじの種類
くじの種類を予想方法で分けると、購入者が自分で予想する「選択式」が5種類、コンピューターがランダムに選択する「ランダム式」が4種類の計9種類あり、選択式については、コンピューターがランダムに選択する方法（クイックピック）も選択できる。（ランダムチャンス・楽当の項も参照）

### 選択式

#### toto（トト）
- 指定されたJリーグ主催の13試合について、ホームチームの90分経過時点（延長戦、PK戦は含まず）での「勝ち（1）」「負け（2）」「その他の結果（0）」（引き分け・同点等）を予想する。
  - この指定とは、試合対象期間、ホームチーム名及びアウェイチーム名を日本スポーツ振興センターが行うものである。したがって、"会場"については指定内容に含まれていない。これらの点はその他のくじとも共通である。
- 平日開催などで13試合以上開催されない場合、発売されない。
- 全試合的中で1等、1試合外れで2等、2試合外れで3等の当せん金を受けることができる（3等は2006年度に廃止になったが、2007年度に復活した）。
※当初は延長戦を含めた120分間の勝ち、負け、引き分け（その他）を予想していたが、全試合的中でも低配当[36] になったこともあったので2002年（J2で90分引き分け制導入）から90分の勝ち、負けとその他（延長戦、引き分け等）から予想する形となった。2003年からJ1も90分引き分け制となったので現在リーグ戦とリーグカップ（ルヴァン杯）予選リーグ期間中はホームチームの「勝ち」「負け」「引き分け」の3種類となっている。リーグカップ（ルヴァン杯）決勝トーナメント及び天皇杯では、試合の勝敗とtotoの結果が異なる場合がある。
- 現在の最高当せん金額は、キャリーオーバーのない時は1億円、キャリーオーバー発生時は5億円（キャリーオーバー発生時5億円は、2015年初回の第750回～[37]）である。2000年の発売開始時は最高1億円、2004年より通常時1億円、キャリーオーバー時2億円となっていた。

当せん金の配分割合
※配分元の金額は、発売金額の50％（2005年までは初期費用回収のため47％）である。
|          | 1等  | 2等  | 3等  | 備考      |
| -------- | ---- | ---- | ---- | --------- |
| 2001年〜 | 50％ | 20％ | 30％ |           |
| 2006年   | 80％ | 20％ | -    | 3等を廃止 |
| 2007年〜 | 70％ | 15％ | 15％ | 3等を復活 |

#### mini toto（ミニトト）
- 予想方法は基本的に上記のtotoと同じであるが、指定試合数が5試合となっている。
- 指定試合は毎回Jリーグ主催の試合の中から合計10試合を選び、それをA組とB組の2つのグループ（1組につき各5試合）を振分ける。なお、開催回によってはA組（5試合）のみの設定となる場合もある。
- J1(9試合)のみの開催の場合、同一カードがAとBの両方に割り当てられることもある。
- 全試合的中（1等）した場合に限り、当せん金を受けることができる。

当せん金の配分割合
※配分元の金額は、発売金額の50％（2005年までは初期費用回収のため47％）である。
|        | 1等   | 備考 |
| ------ | ----- | ---- |
| 2016年 | 100％ |      |

#### toto GOAL3（トトゴール・スリー）
- 指定されたJリーグ主催の3試合・6チームについて、各チームの90分経過時点までに獲得した得点数を予想する。選択肢は「0」「1」「2」「3（点以上）」の4種類からなる。
- 全チーム的中すると1等、1チーム外れで2等の当せん金を受けることができる。

※初期は5試合が対象のtoto GOALとして発売されたが、2005年4月30日発売分をもって廃止され、代わって上記のtoto GOAL3が導入された。詳しくは後述。
当せん金の配分割合
※配分元の金額は、発売金額の50％（2005年までは初期費用回収のため47％）である。
|        | 1等  | 2等  | 備考 |
| ------ | ---- | ---- | ---- |
| 2016年 | 60％ | 40％ |      |

#### toto GOAL2（トトゴール・ツー）
- 予想方法は基本的にはtoto GOAL3に同じ。
- 指定できる対象試合が、2試合である場合にのみ発売される。したがって対象試合は2試合・4チームとなる。
- mini totoと同じく、全チーム的中（1等）した場合に限り、当せん金を受けられる。

当せん金の配分割合
※配分元の金額は、発売金額の50％（2005年までは初期費用回収のため47％）である。
|        | 1等   | 備考 |
| ------ | ----- | ---- |
| 2016年 | 100％ |      |

#### WINNER（ウィナー）
2022年9月26日から発売を開始した。
対象となるのはJリーグやFIFAワールドカップなど、totoの対象となるサッカーの試合に加え、バスケットボール・ジャパン・プロフェッショナル・バスケットボールリーグ（Bリーグ）である。
1試合の試合結果を予想する「1試合予想くじ」と、大会の優勝チーム等を予想する「競技会予想くじ」の2種類が発売される。発売金額はいずれも1口200円。
1口当たりの最大当せん金は5億円となる。toto・BIGと異なり、最大当せん金超過分はキャリーオーバーとはならず、不的中くじに総売り上げの50％が返還される、公営競技における特払いと類似した形式が取られる。
また、WINNERの売り上げの一部は、通常のtotoの支援活動のほか、Jリーグ・Bリーグのクラブにも納付されることになっている。

##### 1試合予想くじ
サッカーの試合の場合はスコアを、バスケットボールの試合の場合は勝利チーム及び点差を予想する。
サッカーの場合、選択肢は、1-0、2-0、2-1、3-0、3-1、3-2、およびホーム4点以上でのホームチーム勝利、またアウェイ側勝利も同様の選択肢があり、さらに0-0、1-1、2-2、それ以上の点数での引き分け　の計18通りとなる。なお、延長戦が存在するJリーグカッププライムステージ等の場合は、toto GOALと同じく前後半90分の得点を予想することになる。
バスケットボールの場合、選択肢は、3点差以下でのホームチーム勝利、4～6点差、7～9点差、10～14点差、15～19点差、20～24点差、25～29点差、30点差以上、またアウェイ側も同様の選択肢があり、計16通りとなる。バスケットボールの場合、4クォーターで同点の場合は延長戦が決着のつくまで行われるが、延長戦の得点を含めての予想となる。

##### 競技会予想くじ
シーズンの優勝チームなどを予想するくじである。
2022年9月より第一弾として、Bリーグ 2022-23のBリーグチャンピオンシップ（B1リーグ）優勝チームと、B2リーグ優勝チームを予想するくじが発売されている。これらのくじは2022年10月14日に締め切られ、2023年5月下旬の優勝チーム決定後に確定するため、日本のくじ史上締め切りから結果発表まで最も長い期間がかかるものとなる。
2022 FIFAワールドカップにおいては、4種類の競技会予想くじが発売された。
- 開幕前に32カ国の中から優勝国を予想するもの
- グループリーグ終了時点で16カ国の中から優勝国を予想するもの
  - 結果：アルゼンチン
- ベスト8決定時点で、決勝戦の組み合わせを16通りの中から予想するもの
  - 結果：アルゼンチン-クロアチアの組み合わせ
- 日本代表の最終成績を予想するもの。優勝・準優勝・3位・4位・ベスト8・ベスト16に加え、グループリーグ敗退の場合勝ち点が6～0のいくつ取るかの計13通り
  - 結果：ベスト16

国内サッカーにおいても、2023年のJリーグ（各ディビジョンそれぞれ）・YBCルヴァンカップの優勝予想くじより発売されている。

### ランダム式
以下の4つの形式は、購入者の予想にかかわらず、ホームチームの90分間での勝ち=「1」、その他（引き分け・延長）=「0」、負け=「2」をコンピュータが自動的に選択する。（完全クイックピック方式）
このランダム方式は、戦前に発売されていたガラ馬券と同じ考え方である。

#### BIG（ビッグ）
- BIGが正式名称だが、区別のためにtoto BIG（トト ビッグ）と呼ばれることもある。
- 2006年9月16日から発売が開始された。Jリーグ開催期間中は国内サッカー、シーズンオフ（日本の冬場）は海外サッカーの14試合が対象。2013年10月の法改正で海外サッカーの試合も対象にできるようになった。
- 全試合的中で1等、1試合外れで2等、2試合外れで3等、3試合外れで4等、4試合外れで5等、5試合外れで6等の当せん金を受けることができる。
- 理論上の1等の当せん確率は、ジャンボ宝くじ（1/10,000,000）やロト6（1/6,096,454）より高い1/4,782,969となっている。
- 価格は、1口300円。2013年10月の法改正前までは、当せん金の最高額は最高3億円（キャリーオーバー発生時は、最高6億円）であり、販売開始当初は1口あたりの当せん金が宝くじを含む日本のくじの史上最高額の商品であった。なお、キャリーオーバーを考慮しない場合の1等当せん金の理論値は5億7395万6280円である。
  - 2007年6月23日・24日の試合を対象とした第286回で、初めて最高額の6億円当せんが発生（2本）した。また、第306回には2度目の1等6億円が発生した。以後2009年3月21日・22日の試合を対象とした第377回まで65本連続して最高額である6億円の当せん金が発生した。
  - 2009年9月15日の試合を対象とした第417回以来キャリーオーバーが解消しない状況が続いており、1等が出れば6億円という状況となっていたが、2015年3月14日,15日の試合を対象とした第751回で1等が2口出たことによりキャリーオーバーが解消した。[注 6]
- 現在の最高キャリーオーバー額は第344回終了時の82億463万9640円である。
- コンピューターが自動的に選ぶランダム形式ゆえ、生成された乱数の偏りの関係上1回の販売で480万口以上の売り上げがあったとしても、480万通りあるすべての組み合わせが出るとは限らない。よって、キャリーオーバー次第では売上金額以上の当せん金が発生すること（第256回、第286回、第347回他）もあれば、1等が全く出ない場合（第309回、第314回、第326回他）もある。
- 前述の2013年の法改正により当せん金の上限額が引き上げられた[2] ことを受け、同年11月23日〜24日の試合を対象とする第662回において初めて、キャリーオーバー発生時の当せん金の上限を10億0000万0002円として販売された[注 7]。同年4月より発売が開始されているロト7を上回り、再び日本くじ史上最高額となり、また売り上げ8,757,859,800円と史上最高を記録し、9口の10億2円当せんが出現した。
- これ以降、通常回は上限6億円として発売し、年2～3回のペースで最高10億円程度に引き上げた特別回を行っている。2015年より2017年1月現在まで開催されている特別回は上限10億0000万2015円となっている。
- 2016年の第838回や2019年の第1129回では2等以下の当選金がすべて300円になる事態となったが、熊本地震や令和元年東日本台風を発端として各4試合が中止になったため当選数が極端に多くなった結果である[要出典]。

当せん金の配分割合
※配分元の金額は、発売金額の50％である。
|          | 1等  | 2等  | 3等 | 4等 | 5等 | 6等 | 備考                          |
| -------- | ---- | ---- | --- | --- | --- | --- | ----------------------------- |
| 2006年〜 | 80％ | 10％ | 5％ | 5％ | -   | -   |                               |
| 2010年〜 | 78％ | 10％ | 4％ | 4％ | 4％ | -   | 5等を新設                     |
| 2013年〜 | 76％ | 9％  | 2％ | 4％ | 4％ | 5％ | 6等を新設                     |
| 2019年〜 | 80％ | 7％  | 2％ | 3％ | 3％ | 5％ | 1等当せん金の魅力を高めるため |

#### mini BIG（ミニビッグ）
- 2007年2月28日より発売。
- 対象試合は9試合で、当せんは全試合的中の1等から2試合はずれの3等までとなる。
- 価格は1口200円。当せん金の最高額は2億円（1等当せん金の理論値は99万3510円）である。

当せん金の配分割合
※配分元の金額は、発売金額の50％である。
|        | 1等  | 2等  | 3等  | 備考 |
| ------ | ---- | ---- | ---- | ---- |
| 2016年 | 50％ | 20％ | 30％ |      |

#### BIG 1000（ビッグ・せん）
- 2008年2月23日より発売。
- 対象試合は11試合で、当せんは全試合的中の1等から3試合はずれの4等までとなる。
- 価格は1口200円。当せん金の最高額は2億円（1等当せん金の理論値は1062万8820円）である。
- 第404回において、BIG1000史上初のキャリーオーバー（53,927,340円）が発生した。

当せん金の配分割合
※配分元の金額は、発売金額の50％である。
|        | 1等  | 2等  | 3等  | 4等  | 備考 |
| ------ | ---- | ---- | ---- | ---- | ---- |
| 2016年 | 60％ | 15％ | 15％ | 10％ |      |

#### 100円 BIG （ひゃくえん・ビッグ）
- 2016年4月2日より発売。
- 対象試合は14試合で、当せんは全試合的中の1等から4試合はずれの5等までとなる。
- 価格は1口100円。当せん金の最高額は1億円である。
- キャリーオーバー発生時は2億円である。

当せん金の配分割合
※配分元の金額は、発売金額の50％である。
|        | 1等  | 2等  | 3等 | 4等 | 5等 | 備考 |
| ------ | ---- | ---- | --- | --- | --- | ---- |
| 2016年 | 76％ | 10％ | 4％ | 4％ | 6％ |      |

また、次の形式は購入者の予想にかかわらず、各試合毎の総得点が1点以下=「1」、2点=「2」、3点=「3」、4点以上＝「4」をコンピュータが自動的に選択する。（完全クイックピック方式）

#### MEGA BIG（メガビッグ）
- 2020年2月15日より発売。
- 当くじの当選対象は、勝敗ではなく、指定されたサッカー12試合の各試合90分間での試合結果(合計得点)が一致すれば当選となる。
- 全試合的中で1等、1試合外れで2等、2試合外れで3等、3試合外れで4等、4試合外れで5等、5試合外れで6等の当せん金を受けることができる。
- 理論上の1等の当せん確率は、1/16,777,216となっている。
- 価格は1口300円。当せん金の最高額は7億2円（キャリーオーバー発生時は12億円）であり、1口あたりの当せん金が宝くじを含む日本のくじの史上最高額の商品として販売が開始された。なお、キャリーオーバーを考慮しない場合の1等当せん金の理論値は17億6160万7680円であり、この額は宝くじ系のくじを含めた中でも最高額である[注 8]。
  - 第1210回（2020年12月6日発表）で、初めて1等賞の12億円が出た。[38]
- 第1476回（当初は2024年9月1日発表予定）では、キャリーオーバーが約58.3億円積み上がった状況で、台風10号の接近に伴い対象の12試合中4試合が中止となったことから、1等の当選確率が256倍となり、売上は過去最高の47.1億円を記録した[39]。想定を上回る売れ行きにより、1日遅れでの発表となった抽選結果は、1等の2480万430円が269口の当選で、2等以下は一律300円となった[40]。

当せん金の配分割合
※配分元の金額は、発売金額の50％である。
|          | 1等  | 2等  | 3等 | 4等 | 5等 | 6等 | 備考 |
| -------- | ---- | ---- | --- | --- | --- | --- | ---- |
| 2020年〜 | 70％ | 14％ | 2％ | 3％ | 5％ | 6％ |      |

## マークシート
- toto特約店にはあらかじめその回に対応したマークシートが用意されており、購入者は指定回のマークシートを利用する。対戦カードが印刷されていないマークシート（以下汎用シートと表記）の場合は、あらかじめ開催回の下2桁の回数をマークしておく必要がある。
  - マークシートには「シングル」、「マルチ」、「楽当」の3つのカードがある。
  - シングルでは1口以上、最大10口まで異なった予想をマークできる。またランダムチャンスを活用することもできる（下記説明参照）。
  - またマルチでは、最大486口（mini totoのマークシートは1枚で243口まで）の予想ができる。その場合は予想のつきにくい試合に関しては「ダブル」（3-4つの選択肢の中から2つを選んで予想する）「トリプル」（同じく3つを選んで投票する。toto、mini totoの場合は全てを予想したこととなるが、toto GOAL3 (2) は4つ全ての塗りつぶし不可）を使用することもできる。
  - なお、BIG、BIG 1000、miniBIGの場合はマークシートはなく、toto特約店で購入する場合は、購入形式（BIG、BIG1000、miniBIG）と購入口数を口頭にて直接伝える。
  - WINNERも特約店で購入することは可能であるが、マークシートはなく、必ずパソコンまたはスマートフォンで買い目の予約を行ってから店舗に向かうこととなる。
- コンビニでは、公式サイトで事前に予約した組み合わせの購入、タッチパネルで選択する方法がある。
  - タッチパネルでの購入では、BIG（BIG、BIG 1000、miniBIG）、楽当、シングル1000（ランダムに10口購入）とマルチが選択できる。
  - BIG（BIG、BIG 1000、miniBIG）では予想口数をタッチパネルで入力する。
  - 予想くじでシングルシートと同様の内容を申し込む場合は、事前の予約が必要となるが、サークルKサンクスではマークシートを読み取って購入する方法も選択できるため、マークシートを事前に用意しておいてからの購入が可能であり、汎用シートが置かれている店舗もある。
  - 支払方法は原則現金のみであるが、セブン-イレブンではnanacoでの支払いが可能。
  - Clubtoto会員認証はカードリーダーで読み取って認証するが、カードリーダーがないセブン-イレブンでのClubtoto会員の認証は、カードの裏面のID（11桁）をタッチパネルで入力し、登録された生年月日で認証する形式をとる。
  - 端末から印刷された申込票は30分以内に申し込んだ店舗のレジで引き換える必要があり、30分を過ぎると無効となる。
  - コンビニでのtotoチケットの発券は利用コンビニのチケット台紙で発行されるため、チケット台紙が無くなった店舗では発売を断られることがあるので注意したい。
  - ローソンPonta会員で認証した場合は「控券」として発行され、当せんした場合は自動的に指定口座に振り込まれる。
  - WINNERは事前予約した組み合わせの決済手段としてのみコンビニで利用可能。

### ランダムチャンス（シングルシートのみ）
- 全ての種類とも、予想が難しい場合にコンピューターが利用者に代わりに予想を立てることができる「ランダムチャンス」がある。以前は利用者が最低1試合の予想をマークした上で「ランダムチャンス」のマークを塗りつぶせばよかったが、2005年4月の文部科学省省令の変更で、同5月8日発売分からは利用者の予想をマークせず、「ランダムチャンス」のマークだけ塗りつぶしても購入が可能となる。
- 「ランダム1000」のマークを塗りつぶして予想を立てることもできる。この場合1口目の欄に自分の予想を塗りつぶせば2口目以降もその予想が反映される。

### 楽当（らくあて）
- 2006年7月より、初心者でも簡単に購入できるように、予想方式と金額をマークするだけで、ランダムで自動的に購入することが可能になった。
- 予想方式は、toto、mini toto A組、toto GOAL3の中から一つを選ぶ（mini toto B組は対象外）。
- 金額は、100円、200円、300円、400円、500円、600円、800円、1000円の中から一つ選ぶ（オフィシャルサイトでは700円、900円、2000円、3000円も選択可能）。
- 発売中である開催回のうち、最も結果発表が早い開催回が対象となるため、マークシートに開催回の表示及びマーク欄がなく、自分で結果を予想することはできない（コンピュータによる予想=ランダム形式のみ）

## 会員制度
- スポーツ振興くじは会員制度も用意されている（会員でなくても購入できる）。2005年までは大きくtoto一般会員、totoデビットカード会員、toto特別会員の3種類だったが、2006年から大幅に変更され、「Club toto」（クラブ・トト）として一新された。19歳未満などの投票法によって購入が禁じられている人を除き、totoの購入が可能な満19歳以上の者であれば登録できる。
- なお会員制度に登録すれば、身分照会の時間が省ける他、ポイント制度に応じてプレゼントキャンペーンへの応募が可能となっている。また、メールマガジンへの購読も可能である。
- 会員希望者は各自の必要性に応じて現金、クレジットカード、楽天銀行（共にインターネット販売）のいずれかを選択することができ、現金購入以外の場合は、指定の口座に当せん金が振り込まれる。
- Clubtotoでのポイント獲得はtoto公式サイトおよびコンビニ、toto特約店での購入が対象であり、公式サイト以外のインターネットでの購入の場合ポイントは獲得されないが、独自のポイントが加算されるサイトもある。
- 2013年より購入回数と購入金額に応じて会員ランクが設定され、ポイントの有効期限が設けられた。ポイント獲得から2シーズン後の年末までとなり、2012年までのポイントは2014年のシーズン終了まで有効となる。

### インターネット（クレジットカード）での購入
（従来の特別会員相当）
- 楽天銀行の口座を保有しているか、JCB 、UCカード、ライフカード、《セゾン》カード、ジャックスカード、三井住友カード、三菱UFJニコス、楽天カード、エポスカード、イオンカード、VJAグループのいずれかのクレジットカードまたはJCBデビットカードで登録は個人本人会員でかつ会員本人名義の銀行口座振替になっているカードに限られ、代金支払口座が証券口座または窓口払いのカード、リボ専用カード、家族カード、NICOS国内専用カード、三菱UFJニコス、楽天カード、セゾン発行のアメリカン・エキスプレスブランドのカード、エポスカードのハウスカード会員(旧丸井発行の赤いカードまたはマルイカードも含む)、三菱UFJ銀行発行のDCカード、一部銀行が発行しているJCBデビットカード、法人カードは登録できない。クレジットカード会員は3D/Secureという本人認証サービスに登録することが条件。
- クレジットカードの決済ではカード会社により月（1日〜末日）の購入上限額が決まっており、1ヶ月につき5万円もしくは10万円となっている（なお、購入上限額よりショッピング枠の限度額が低い場合はその上限額まで）。（翌月1回払いのみでの支払いとなり、リボ払いや分割払い（リボルビング払いや分割払いへの後日変更も含む）など金利負担を伴う支払方法は利用できない（自動リボのカードによる利用の場合も「1回払い」の扱いとなる）。
- 入会はtotoオフィシャルサイトにある「新規登録」、ないしは「会員登録」のアイコンをクリックし、申し込み画面で決済を希望するクレジットカード会社かネット銀行の口座を指定する。その後会員の本人確認を各会社のサイトで行ったのち、totoオフィシャルサイトで顧客情報を入力すれば、後日会員カードが送られる。
- モバイルサイトでの購入は当初、《セゾン》カードと楽天銀行口座のみであったが、2013年6月25日よりJCB、JACCS、MUFG、DC、NICOS、楽天の各クレジットカードでもモバイル決済が可能になった。[41]
- ローソンPontaVISA（旧称：ローソンパス）によるtoto会員機能（19歳以上でかつ口座振替となっているカードのみ）では、インターネットの直接のtoto購入はできないが、2010年3月にクレディセゾン本体のネットアンサーに統合されたことにより、ネットアンサーへの加入および3Dセキュアへの申し込み、新たにClubtoto会員を申し込むことにより、《セゾン》カードとしてインターネットでのtoto購入が可能となっている（なお、特約店にある所定の用紙での申し込みになるが、複数会員IDのポイントをまとめて利用することができるので、会員IDを複数持ったとしてもデメリットはない）。

### 現金での購入
（従来の一般会員相当）
- 販売店にある入会申し込み用紙を利用し、必要記入項目を記載。年齢確認が可能な身分証明書（複製可）を同封して郵送する。
  - 身分証明書は運転免許証、パスポート、在留カード、健康保険証、住民票(マイナンバーの記載がないもの)、年金手帳、住民基本台帳カード、顔写真付きのマイナンバーカード等で、単独で送付できる場合と、複数の提示が必要となる場合がある。またキャッシュカード、クレジットカードなどは健康保険証、住民票(マイナンバーの記載がないもの)、年金手帳等と併せて提示すること。
- 対象クラブの所在する都道府県内のtoto売り場にある申込書を利用して申請することで「クラブタイアップカード[42]」が発行されていたが、2009年シーズンでクラブタイアップは終了し、2010年シーズン以降は通常のClub toto会員カードとして引き続き利用できる。
- 決済は現金のみ。クレジットカードやネット銀行での決済希望の場合はtotoオフィシャルサイトでの登録が必要。
  - なお、デビット会員、特別会員は基本的にはそのまま新制度に移動することになるが、新会員制度の特典については所定の手続きを踏む必要がある。またローソンパス、ファミマカードの会員については手続きなしで利用可能であったが、ファミマカードでの会員制度は2008年1月に廃止、通常のClubtoto会員への移行となった。

## 当せん金（賞金）
- 1等の当せん金はキャリーオーバーのない時は額面の100万倍。2等以下は、上位等級の当せん金を上回らない金額となっている。
- キャリーオーバーは、前回の同等の的中券がない場合や、上限賞金をオーバーした場合に発生する繰越金で、これがある場合は1等の上限は基本的に額面の200万倍となる（例：BIGは6億円）。ただしtotoは上限5億円。BIGは特定の回において上限10億円余りとする企画が行われている。
- なお、一部の対象試合が天候、その他の不可抗力で中止・延期となった場合であっても、予想方法に応じて以下の試合数以上が開催された場合、中止・延期になった試合を全的中扱いとして、くじは成立する。試合数が満たされず不成立となったくじは、後述する当せん金の受け取りと同じ方法で、額面金額と同額が返還される。中止に伴う返還発生の事例はJリーグの試合中止例を参照のこと。

| 方式       | 対象試合数 | 成立に必要な試合数 |
| ---------- | ---------- | ------------------ |
| toto       | 13試合     | 9試合以上          |
| mini toto  | 5試合      | 3試合以上          |
| toto GOAL3 | 3試合      | 2試合以上          |
| toto GOAL2 | 2試合      | 2試合（全試合）    |
| BIG        | 14試合     | 10試合以上         |
| BIG1000    | 11試合     | 8試合以上          |
| mini BIG   | 9試合      | 6試合以上          |
| 100円 BIG  | 14試合     | 10試合以上         |
| WINNER     | 1試合      | 1試合              |

- 宝くじと同様に、当せん金は非課税で所得税および住民税はかからない。逆に税金がかかるのは、当せん金を親族などに年間110万円以上あげた場合や故人が当選金を残した場合で、この場合は贈与税、相続税が課税され、法人が受け取った場合は法人税が課税される。
- 当せん金は、宝くじ（数字選択式）や競馬などの公営競技と違い、券面100円につき1円単位まで計算される[注 9]。ただしBIGの4・5等は30円単位、BIG 1000の3・4等及びmini BIGの3等は20円単位となる。

### 当せん金を受けるまでの過程
- totoの当せん金（賞金）受け取りは原則として当該回の指定試合終了から2日後（土・日曜・祝日が間に入る場合はその翌営業日）からの1年間である。当せん金の受け取りはそれぞれ一部を除く信用金庫とtoto販売店、セブン-イレブン（当せん金15,000円以下）で行われる（以前は宝くじや公営競技とは異なり販売店での受け取りはできなかった）。
- 当せん金の受け取りに際しては、投票券と年齢が確認できる身分証明書類（運転免許証、パスポート、健康保険証、住民票記載事項証明書や戸籍抄本など。写真付きのものがあればなおよい）を必ず持参する（10万円を超える当せん金の場合は印鑑も同時に持参する）。
- 当せん金が10万円（信用金庫では50万円）以下の場合はその場で受け取ることができるが、信用金庫を除くtoto特約店での受け取りは店舗により受取金額に上限が設定されている場合があるので、事前に公式サイトの店舗検索で確認する必要がある。
- 当せん金が10万円（信用金庫では50万円）を超える場合、受け取ろうとする信用金庫または販売店で投票券を一旦預かり、所定の手続きを行った上で後日（土日祝日を除く通常2週間=12営業日以後）、信用金庫の場合は窓口で直接受け取るか、受取人が指定した銀行等の口座もしくはゆうちょ銀行の口座への振り込みを行う。販売店の場合は受取人が指定した銀行等の口座もしくはゆうちょ銀行の口座へ振り込む。いずれの場合も振り込みでの受け取りは、当せん金額から振込手数料（銀行等への口座は216円、ゆうちょ銀行への口座は30円）が控除される。
- ただし、クレジットカード、ネット銀行（2020年2月現在、楽天銀行、ジャパンネット銀行、住信SBIネット銀行、auじぶん銀行）、Yahoo! JAPAN、楽天、KDDI、市中銀行（2021年12月現在、三井住友銀行）の会員は全て当せん金額に関わらず、あらかじめ本人が登録している銀行口座への振り込み（土日祝日を除く通常3営業日後）で受け取る。（この場合振込手数料はかからない。）
- なお、2008年3月に施行された「犯罪による収益の移転防止に関する法律」の規定で、10万円を超える当せん金を現金で受け取る場合には、更に写真付きの本人確認書類（運転免許証、パスポート、顔写真入りの住民基本台帳カード、個人番号カード（個人番号通知カードは不可）、在留カード、各種福祉手帳）の提出と所定の書面への記入が必要となる場合もある。
- なお、主催者直売に移行した関係上、2005年度開催分の受け取りに関しては2006年1月以降は直接の受け取りは出来なくなり、上記と同じ手続き方法での受け取りを行うこととなった。

## 事業の推移
売上規模の予測見込の甘さにより、2006年度までは大幅に赤字を計上していたが、
- 2006年度の販売システムの変更による経費の減少
- 2007年度からのBIG売上増による、スポーツ振興くじ全体の売上増

等により黒字化され、2008年度には過去の損失すべてが解消された。

### 2004年度〜2005年度
- 初年度（2001年度）に約643億円を計上していたスポーツ振興くじの売上は、2004年度には約157億円に落ち込み、助成金の削減が進められる形となっていた。特に主力選手の強化費用に当てられる「スポーツ振興基金」への助成も0円となった。そこで、日本スポーツ振興センターは売上の回復を図るため、インターネット販売（会員制）、コンビニ発売の規制緩和、試合数を削減して当てやすい投票システムにする等の具体的な方策を検討した。
  - 2005年4月7日の文部科学省省令の改正で、サッカーくじの組み合わせ数が100万通り以下の場合でも発売できるようになった。これを受け、日本スポーツ振興センターは、2006年度から新種類のくじを発売する予定だったのを前倒しして、従来のtoto GOALに代って、特定3試合・6チームの得点を予想するtoto GOAL3（トトゴール・スリー）を同年5月8日からの発売分から取り入れることになった。これまで約105万通りあった組み合わせ総数が約4,000通りとなり、当せん確率を上げることができた。
  - 更に、2005年度から天皇杯全日本サッカー選手権大会の主催団体にJリーグが加わったことに伴い、同年度からこの大会もtotoの対象にすることになり、試験的にtoto5（特定5試合の勝敗予想）、toto GOAL2（特定2試合=4チームの得点予想）をインターネット限定で発売した（いずれも投票の仕方は従来からのtoto、toto GOAL（3）に同じ）。toto5はmini totoと名称を変更し、2006年から本格的に発売開始されることになった。
  - また、2005年8月27日から、イーバンク銀行（現在の「楽天銀行」）の口座登録者を対象にオンライン発売を開始した。これまでtoto会員対象によるインターネットでの予約はあったものの、発券と代金引換は直接窓口で行わねばならなかったが、インターネット上で直接購入できるようになったため、利便性が向上した。
- こうした努力にもかかわらず、2005年度の売上は過去最低を更新し、約149億円と採算ラインの421億円を大幅に割り込んだ。累積赤字も2005年度末に約224億円となり、2004年度末の約154億円から増えた。また、助成金は2001年度分の約57億8,000万円から減り、2005年度分には時効くじなどをかき集めて約1億1,800万円の助成金を何とか捻出する状態に陥った。

### 2006年度
- 2006年4月には、多額の委託料を伴うりそな銀行への業務委託をやめ、センター直営方式を導入した。そのため、新たなコンピュータシステムの構築が必要で、同センターは日本ユニシスとシステム構築を行ったが、その投資規模は約100億円となっている[43]。同センターは、前回の投資額である約350億円より少なく、7年間で返済するとした[44]。
- りそな銀行委託金問題
  - 2006年4月、前年度までtotoの販売を担当していたりそな銀行が、日本スポーツ振興センターに対し、2003年度と2004年度の未払いの委託金を2006年5月中旬までに支払うよう要求した。未払いの委託金は、経費圧縮分の返済を免除した上で合計144億円にも上り、もし日本スポーツ振興センターが支払いに応じなければりそな銀行は民事訴訟を起こす方針を示していた。（りそな銀行（当時は大和銀行）は2001年度から5年間、日本スポーツ振興センターからtotoの販売、資金管理・運用などの業務を委託される契約を結んでいた。totoの売上金から日本スポーツ振興センターの取り分、当せん金、助成金などの金額を除いた残金が委託金となる契約だった。）
  - りそな銀行は2001年までに、同センターにシステム開発や販売端末の製造などにかかる初期投資費として約350億円を融資し、これをセンターが5年に分けて年70億円を返済、委託料110億円と合わせ、年180億円が支払われることになっていたが[45]、売上は当初予想の2,000億円を大きく下回り、年々減少し、2005年度には約149億円にまで売上が減ってしまったため、年間180億円の委託金が支払えない状態となり、[46] 2002年度から委託金が一部未払いとなり、2003年-2005年度の各年度に約70億円ずつが未払いとなっていた。
  - その後、2006年9月2日に、日本スポーツ振興センターが同年9月末までに利息を含めた未払い委託金全額の約216億5,800万円を一括で支払うことが判明。190億円の返済原資は、みずほ銀行を幹事行として全国から募った18金融機関からの協調融資の形で調達され、残りの34億円は、くじ事業以外の勘定から調達され、同年9月29日に全額返済された。
- 同センターは、2006年度の採算ラインを421億円から250億円に下げ、2006年度の売上金額は前年度比で77%増えて264億円となり、黒字になると予想した。
  - 売上増の要因を下記のように挙げたが、採算ラインが250億円であることから、実態は逆算しただけで甘い見通しと批判された。

  1. 予想しやすく当たりやすい新くじの発売
  2. コンビニやインターネット販売の本格化
  3. 試合当日も販売する
  4. 払戻を販売店でも行う

  - なお、採算ラインは、運営費の内訳が下記の通りであり、売上の半分が当せん者への払戻金であることから、約250億円としていた。
    - コンピューターシステム開発費などに約40億円
    - 広告宣伝・販売促進費に約31億円
    - 公式サイト運営費などに約27億円
    - 販売手数料・印刷費に約22億円
- 2006年8月2日、同センターが2006年度の売上を当初予想額の264億円から約180億円に下方修正したことが判明した。
- 2006年8月31日発表の文部科学省独立行政法人評価委員会による、文部科学省が所管している法人の事業に対する評価結果では、売上低迷から、「スポーツ振興くじ」（toto）は「A＋」「A」「B」「C」「C－」の5段階中の3番目の「B」（目標に向かっておおむね成果を上げている）から4番目の「C」（目標達成のために業務の改善が必要）に格下げされ、業務の改善が必要だと警告された。
- 2006年9月、日本の公営ギャンブルとしては史上最高となる、キャリーオーバー（繰り越し）発生時に1等賞金最高6億円の可能性がある新商品「BIG」を導入した（発売開始当初は売上の回復には至らなかった）。
- スポーツ振興投票法に基づく文科省令の改正により、totoの年間実施回数の上限を約60回とした（改正前は約50回）。
- 上記のような業務改革にもかかわらず、2006年度の売上は最終的に約134億7,000万円と過去最低を更新し、売上予想（下方修正後）の180億円をも下回った。

### 2007年度
- BIGの発売が開始された後の2007年4月に、BIGの繰越金（キャリーオーバー）が6億円を超えていることが追い風となり、2003年の第96回以来4年ぶりに8億円を突破した（ただしBIGの売上だけで約5億3584万円）。
- さらに2007年5月12日には、購入者の殺到で、コンピュータシステムのダウンで購入不能となるトラブルが発生した 。ダウンの原因は、りそな銀行の委託終了後、直営方式で導入した自前のコンピュータシステムの処理能力を、（totoの不人気を見越し、経費節減のために）りそな銀行委託時の10分の1程度にしかしなかったため。
- このトラブルの発生した第277回のBIGの売上は、それまでの過去最高の約10億1400万円を記録した 。第277回も1等は出ず、約15億円が次回に繰り越しとなった。
- 同センターは、コンピュータシステムの増強を行う予定と発表したが、第278回販売開始後の5月14日にもコンピュータシステムの動作不良で販売処理が不安定になり、17時-17時30分頃に販売を打ち切る状態となった。これによって、5月15日のくじ全体の発売そのものを休止した 。コンビニエンスストアを除く販売所とインターネットによる販売を再開したのは5月16日8時から、ローソンとファミリーマートでの販売は6月5日8時にようやく再開された。
- 第278回ではさらに購入者が増加したことにより、BIGの売上は前回（第277回）を大幅に上回って約61億2000万円となり、過去最高となった（この記録は第662回で約87億5800万円に更新されるまで保持した）。また、1等の5億6313万2913円が7口出た。
- 皮肉にもこのシステムトラブルが多数のマスコミによって報じられたことから、BIGの一般層への認知度が飛躍的に高まった。第280回の売上は約5億7000万円となり、売上が激減したと報じられたが[47]、これは「BIG」歴代3位の売上であり、同センターは、従来の売上が1億円台で推移していたことを挙げ、前向きの見解を示した[48]。その後、暫くの期間は前年度の売上平均の2倍から3倍程度の売上に留まっていたが、キャリーオーバーが恒常的に発生するようになった第306回以降は前年度の売上平均の10倍以上の売上を記録することとなった。
- BIGのキャリーオーバーにより知名度が急増し売上が大幅に伸びたことで、業務の改善が急速に進み、採算性が向上したことから、2007年度に終了した「第１期中期目標期間に係る業務の実績に関する評価」においてAに格上げされた。

### 2008年度
- 2006年にりそな銀行委託料支払のため調達した資金（みずほ銀行を幹事行として全国から募った18金融機関からの協調融資）の返済期間は2007年度から10年間の予定であったが[49]、BIGの大成功により、2007年度から売上が急増、2008年度の売上も700億円以上を確保できる見込みになったことから、2008年9月30日をもって、わずか2年で完済され[50]、あわせて他勘定からの借入金（34億円）も返済された。
- 2008年度の売上金額は最終的に約897億4,000万円となり、史上2番目の年度売上となった。また、2009年度の助成金の財源が100億円以上確保できる見通しとなった[51]。

### 2009年度
- 2009年8月27日に行われた独立行政法人評価委員会「平成20年度に係る業務の実績に関する評価」において、最高ランクであるSへと格上げされた。
- 2009年度の売上金額は最終的に約785億4,700万円となり、toto史上6番目に高い年度売上となった。また、2010年度の助成金の財源についても100億円以上確保できる見通しとなった[52]。

### 2010年度
- 2010年度の売上金額は最終的に約848億円となり、toto史上4番目のシーズン売上金額となった[53]。

### 2011年度
- 2011年度は3月の東日本大震災の影響により5月までJリーグ開催が中止となったため、1ヶ月半程度発売期間が短くなったが、年間売上は826億円（toto史上5位）を計上した。[54]

### 2012年度
- 2012年度の売上金額は約861億円となり、toto史上3番目のシーズン売上金額となった[55]。

### 2013年度
- 2013年度はJリーグの開催しない時期に海外リーグ（欧州リーグ）を対象としたくじを販売したり、期間限定でtoto BIGの1等を最高当選金額（キャリーオーバー時）10億円を実施した結果売上金額は過去最高となる約1080億円となった。売上金額が1000億円を超えるのは2013年度が初となる[56]。

### 2015年度
- 3年連続で、TOTO売上1000億円を突破。

### 2016年度
- 新商品である100円ビッグが好調で2014年度を上回る1176億9642万6000円。

### 2017年度
- 売り上げは1080億円。

### 2018年度
- 約948億円。期間限定で「特別なBIG」発売。ワールドカップの試合を対象としたtoto「ワールドカップ toto」を販売。

### 2019年度
- 2年ぶりに1000億円台に到達するペースで順調に推移していたが、新型コロナウイルスの感染拡大による Jリーグ及び海外サッカーの開催延期の影響により、約938億円となった。2020年2月15日、最高額12億円の「MEGA BIG」を新発売。

### 2020年度
- スポーツ振興くじの対象にバスケットボールを加える改正スポーツ振興投票法が12月2日の参院本会議で共産党などを除く与野党の賛成多数で可決、成立[57]。
- 売り上げは1017億円

### 2021年度
- 1等最高12億円の「メガビッグ」と同6億円の「ビッグ」が好調に推移したことを要因とし、売り上げがこの時点で過去最高の約1131億円[58]。

### 2022年度
- 2022年9月24日、「WINNER」発売開始。

## 売上・助成金額
- 売上金額
  - 2001年度 642億6677万0800円
  - 2002年度 360億5803万9600円
  - 2003年度 198億7728万3800円
  - 2004年度 156億9498万4300円
  - 2005年度 149億0530万3400円
  - 2006年度 134億7099万9900円
  - 2007年度 637億1184万7600円
  - 2008年度 897億4142万3500円
  - 2009年度 785億4715万1700円
  - 2010年度 848億1194万5400円
  - 2011年度 826億7384万3900円
  - 2012年度 861億0608万7600円
  - 2013年度 1080億5583万7000円
  - 2014年度 1107億9711万3100円
  - 2015年度 1084億1913万5500円
  - 2016年度 1176億9642万6000円
  - 2017年度 1080億2600万1800円
  - 2018年度 948億1951万5200円
  - 2019年度 938億3615万3200円
  - 2020年度 1017億1143万9400円
  - 2021年度 1131億4905万200円
- スポーツ振興投票助成事業費
  - 2002年度分 57億7965万0000円（文科省：スポーツ振興投票特別委員会（第10回）資料6）
  - 2003年度分 24億3479万1000円（決算）
  - 2004年度分 5億5272万2000円（決算）
  - 2005年度分 2億4375万0000円（決算）
  - 2006年度分 1億1084万7000円（決算）
  - 2007年度分 7850万0000円（決算）
  - 2008年度分 9億4910万2000円（決算）
  - 2009年度分 60億4485万3000円（決算）
  - 2010年度分 109億4051万7000円（予算）
  - 2011年度分 127億9834万8000円（予算）
  - 2012年度分 180億0000万0000円（予算）：東日本大震災の復興支援分も含めた助成額
  - 2013年度分 160億0000万0000円（予算）
  - 2014年度分 188億0000万0000円（予算）
  - 2015年度分 191億0000万0000円（予算）
  - 2016年度分 238億0000万0000円（予算）
  - 2017年度分 215億0000万0000円（予算）

## コマーシャル
- totoではテレビ、ラジオ、新聞のマスコミ媒体を活用して大々的な宣伝活動を展開している。過去にはとんねるずの木梨憲武やTOKIOの国分太一、Jリーグの選手をモデルに起用したことがあった。地上波では予想なしで買えるBIGのCMを中心に、Jリーグの試合会場やスカパー!のサッカー中継などではtotoのCMを中心に放送。この他に助成金の使用用途を周知させるCMもある。
- 2005年5月新発売の「toto GOAL3」ではタレントの佐藤江梨子が出演し、テレビコマーシャルでは他の女性タレント2名とともにサッカーのゴールを担いだパフォーマンスを披露した。
- 2006年はタレントのベッキーがイメージモデルに起用され、より利用しやすくなった「mini toto」の利便性を訴える内容のCM（野球編、ゴルフ編）が、9月からは新発売の「toto BIG」編（ベッキーがテレビニュースのレポーターに扮してコンビニ前でレポートをするもの）が放映された。
- 2009年には、浅野忠信、東幹久、岩松了、平岩紙、榊原毅の5人がBIGの神さまとなり、ダーツで当選者を決めるというCMが放映された。
- 2010年は森三中が『キャッツ♥アイ』の登場キャラクター・来生三姉妹に、玉山鉄二が内海俊夫に扮したCMを放映された。さらに最終弾では「キャッツ・アイ」の主題歌を歌っている杏里も登場した。
- 2011年も引き続き森三中が起用され、「BIGヒットパレード」と題して、様々なアーティストに扮したCMが放映される。第1段はキャンディーズ、第2弾はプリンセス・プリンセス、最終弾はモーニング娘。に扮する。[59] また、totoのCMには「toto男爵」という外国人男性3人組が出演している。その続編では元サッカー日本代表の前園真聖、中西永輔、名良橋晃が踊るCMを放送。
- 2012年は6億円BIGマン（高田純次）が登場、6月からはBIGウーマン（岡本夏生）も登場。totoのCMは引き続き前園、中西、名良橋が出演し、本年は試合中の会話でtotoをアピール。助成金の使用用途のCMには香川真司が出演。
- 2013年も引き続き6億円BIGマン（高田）が出演。BIGマンがさまざまな怪人達と戦っていく設定。
  - 第一弾:「ボヤいてばっかりマン（野村克也）」 - 共演：
  - 第二弾:「よけるマン（具志堅用高）」 - 共演：長井梨紗、井上佳子
  - 第三弾:「怒ってらっしゃるマン（竹内力）」 - 共演：小松彩夏、中村葵
  - 第四弾:「いわゆるサラリーマン（大杉漣）」 - 共演：石橋杏奈
- 2013年11月のBIG1等10億円販売時は、堤真一・真木よう子が出演するCMを放映。
- 2014年も引き続き10億円販売時に堤真一、真木よう子が起用され、通常回のCMにも出演している。
- 2015年1月のBIG1等10億円販売時より、西島秀俊・松重豊・菅田将暉・二階堂ふみ・友近・寺島しのぶ・どぶろっく・Gackt・道端カレン・道端アンジェリカが出演するCMを放映。
- 2016年・2017年は深田恭子・マツコデラックスが姉妹役のCMが放映。
- 2018年は窪田正孝・三浦友和が出演するCMを放映。
- 2019年は石田ゆり子がBIG売り場の店長に扮した「あの人もBIG」シリーズのCMを放映。さまざまなゲストが客として登場する。2020年以降はMEGA BIGで放映。
  - 第一弾:「ダチョウ倶楽部」篇、「仮面ライダー」篇（仮面ライダー1号、イカデビル、ショッカー）
  - 第二弾:「篠原信一」篇
  - 第三弾:「ガチャピン・ムック」篇
  - 第四弾:「ネジ工場のおっさん（中川家）」篇
  - 第五弾:「結果が待ちきれない服部幸應」篇
  - 第六弾:「インターネットを知ってる長州力」篇
  - 第七弾:「イメチェンしたい織田信長（角田晃広（東京03））」篇
  - 第八弾:「売り場を巡るバスツアー（かなで）」篇
  - 第九弾:「大黒天（ルー大柴）・弁財天（阿川佐和子）」篇
  - 第十弾:「非公式キャラクター（野沢雅子）」篇
  - 第十一弾:「新しい技（棚橋弘至）」篇
  - 第十二弾:「当選者が出ました（佐藤二朗）」篇
  - 第十三弾:「マンネリの日々（塙宣之 [注 10]）」
  - 第十四弾:「12億当たった演技（小澤征悦）」篇
  - 第十五弾:「鯛（天童よしみ）」篇
- 2020年2月新発売の「MEGA BIG」のCMに石田ゆり子に加え西川きよしがBIG売り場のオーナーに扮したCMを放映。
- 2022年9月より、「WINNER」のCMに木村拓哉が出演。
- 2024年8月より、「MEGA BIG」のCMに鈴木亮平が出演。
- 2024年9月より、「WINNER」のCMに影山優佳が出演。